# Frutioidia kameruna
Frutioidia kameruna är en insektsart som beskrevs av Irena Dworakowska 1976. Frutioidia kameruna ingår i släktet Frutioidia och familjen dvärgstritar.
Artens utbredningsområde är Kamerun. Inga underarter finns listade i Catalogue of Life.